# 라이언 캘러헌
라이언 캘러헌(영어: Ryan Callahan, 1985년 3월 21일 ~ )은 미국의 전 아이스하키 선수로 포지션은 라이트윙이다. 2006년부터 내셔널 하키 리그(NHL)의 뉴욕 레인저스에서 뛰었으며, 2011년부터 2014년에 탬파베이 라이트닝로 이적할 때까지 팀의 주장을 맡았다. 이후 탬파베이에서 부주장을 역임했다.